# Vine Grove
Vine Grove é uma cidade localizada no estado americano de Kentucky, no Condado de Hardin.

## Demografia
Segundo o censo americano de 2000, a sua população era de 4169 habitantes.
Em 2006, foi estimada uma população de 3945, um decréscimo de 224 (-5.4%).

## Geografia
De acordo com o United States Census Bureau tem uma área de
15,3 km², dos quais 15,3 km² cobertos por terra e 0,0 km² cobertos por água. Vine Grove localiza-se a aproximadamente 235 m acima do nível do mar.

## Localidades na vizinhança
O diagrama seguinte representa as localidades num raio de 20 km ao redor de Vine Grove.